# فريولي
المنطقة التاريخية والجغرافية أن يقابل هذا اليوم مقاطعات مقاطعة أوديني مقاطعة بوردينوني ، مقاطعة غوريتسا و بلدة سابادا حاليا في مقاطعة بلونو .